# Ryparken Station
Ryparken Station er en S-togs-station på Ydre Østerbro i København. Den er skiftestation mellem Ringbanen og Hareskovbanen og betjenes af linjerne B, Bx, og F.
Sydvest for stationen over Lersø Parkallé møder de to jernbanelinjer hinanden, hvor Hareskovbanen fra nord føres ad en højbane over Ringbanen. Herefter føres de to parallelt frem mod Lyngbyvej og går som en viadukt over Helsingørmotorvejen. På stationens sydøstlige side er der kig til naboen DMI, mens der mod nord er udkig over fodboldbanerne mod bebyggelsen Ryparken.
Perronen for trafikken ind mod København bøjer i sin nordøstlige ende af i østlig retning, og sporene fortsætter langs Svanemøllens Kaserne til Svanemøllen Station. Ringbanen føres ligeud og fortsætter nordøst på og mødes med Nordbanen ved Ryvangen.

## Historie
Stationen blev anlagt i 1934 på den eksisterende ringbane, da strækningen Klampenborg-Frederiksberg som den første blev omdannet til S-bane. I samme forbindelse blev der etableret en niveaufri skæring med Lyngbyvej. Stationen hed oprindeligt Lyngbyvej Station men skiftede 1. oktober 1972 navn til Ryparken Station.
Den nuværende station er totalt nybygget i 1970'erne i forbindelse med Lyngbyvejs ombygning og anlæg af Helsingørmotorvejen og Hareskovbanens ombygning til S-bane og indføring til København via Ryparken og Svanemøllen Station.
Under skybrud i København (eksempelvis i juli 2011) har området under stationen jævnligt været hårdt ramt.

## Galleri
- Ringbanens perron.
- Elevator og trappe til Ringbanens perron.
- Ringbanens perron set fra Hareskovbanens perron.
- Hareskovbanens perron.
- Linje A der tidligere betjente stationen.
- Adgang fra Lyngbyvej.

## Antal rejsende
Ifølge den tidligere jævnligt gennemførte Østtællingen var udviklingen i antallet af dagligt afrejsende med S-tog:
| År   | Antal | År   | Antal | År   | Antal | År   | Antal |
| ---- | ----- | ---- | ----- | ---- | ----- | ---- | ----- |
| 1957 | 1.891 | 1974 | 1.344 | 1991 | 2.413 | 2001 | 2.485 |
| 1960 | 1.762 | 1975 | 1.221 | 1992 | 2.738 | 2002 | 2.241 |
| 1962 | 1.817 | 1977 | 1.487 | 1993 | 2.666 | 2003 | 2.466 |
| 1964 | 1.992 | 1979 | 1.946 | 1995 | 2.689 | 2004 | 2.690 |
| 1966 | 1.877 | 1981 | 1.948 | 1996 | 2.513 | 2005 | 2.676 |
| 1968 | 1.742 | 1984 | 2.339 | 1997 | 2.500 | 2006 | 2.844 |
| 1970 | 1.839 | 1987 | 2.461 | 1998 | 3.036 | 2007 | 3.792 |
| 1972 | 1.391 | 1990 | 2.476 | 2000 | 2.807 | 2008 | 3.099 |